# Ilja Iljitsch Metschnikow

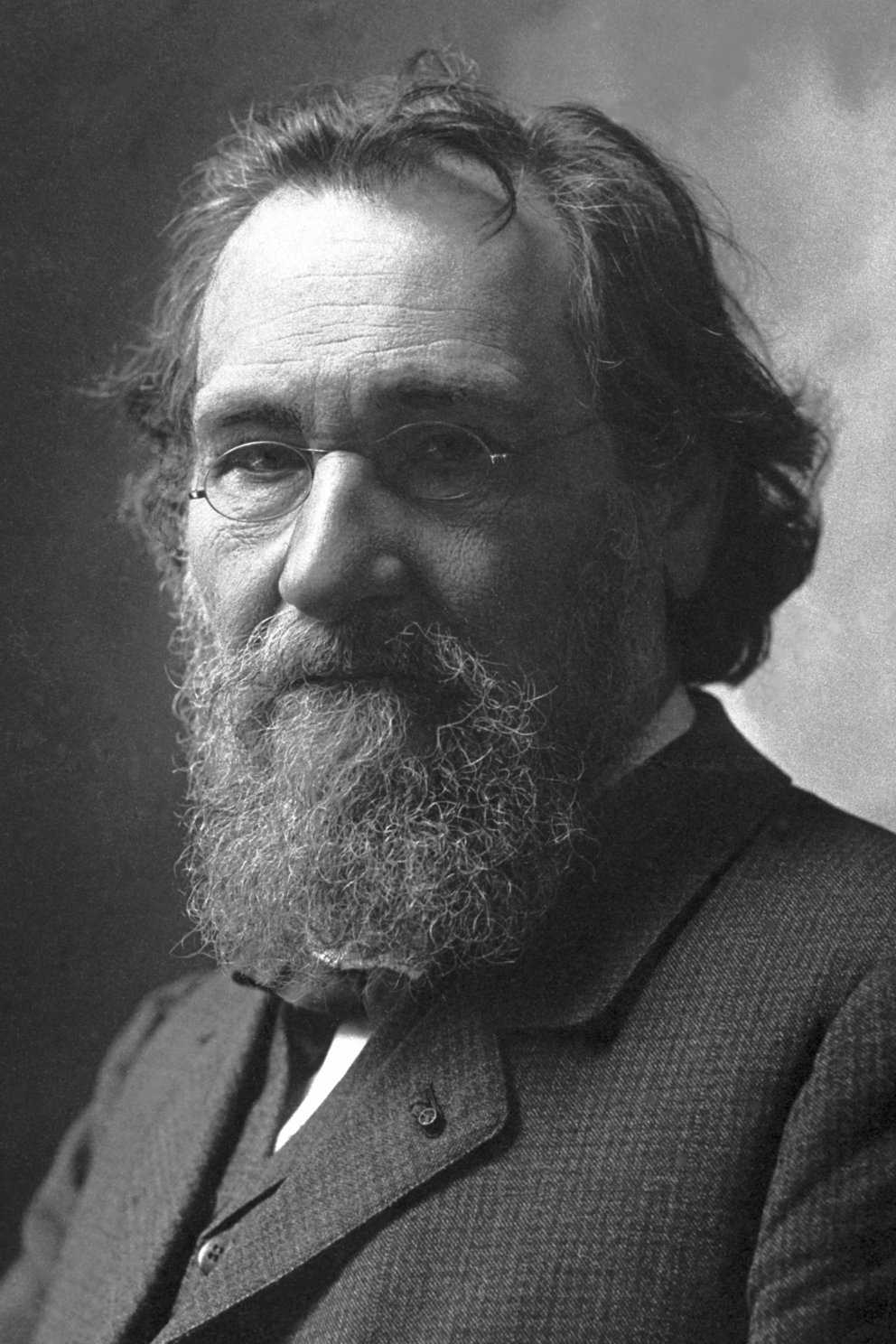
Ilja I. Metschnikow, um 1908

Ilja Iljitsch Metschnikow (russisch Илья Ильич Мечников, wissenschaftliche Transliteration Il'ja Il'ič Mečnikov), auch Elias Metschnikoff oder Elias Metschnikow, französische, auch von Metschnikow benutzte Form: Elie Metchnikoff (* 3. Maijul. / 15. Mai 1845greg. in Iwanowka bei Kupjansk, Gouvernement Charkow, Russisches Kaiserreich; † 2. Julijul. / 15. Juli 1916greg. in Paris, Frankreich), war ein russischer Zoologe, Phylogenetiker, Darwinist, Bakteriologe und Immunologe.
Sein botanisch-mykologisches Autorenkürzel (er beschrieb auch pathogene Pilze) lautet „Metschn.“. Er entdeckte 1883 die Immunabwehr-Mechanismen gegen Bakterien durch weiße Blutzellen (Phagozytose), begründete damit die Phagozytosenlehre und erforschte die Heilung und Bekämpfung der Cholera. Im Jahre 1908 erhielt er für „Arbeiten über Immunität“ gemeinsam mit Paul Ehrlich den Nobelpreis für Physiologie oder Medizin.

## Leben
Metschnikows wissenschaftliche Leistungen sind vielfältig:
- Er ist mit der Entdeckung der zellulären Immunabwehr ein Begründer der modernen Immunologie,
- er betrieb die medizinische Erforschung des Alterns, um Alterung zu verhindern, und prägte den Ausdruck „Gerontologie“,
- er erfand und propagierte die probiotische Ernährung (Probiotikum),
- er versuchte, durch Experimente an Schimpansen ein Heilmittel gegen Syphilis zu finden,
- er erforschte die Embryologie wirbelloser Tiere, um ihre evolutionären Verwandtschaftsverhältnisse aufzuklären,
- und er propagierte mit seinen in die meisten Weltsprachen übersetzten populärphilosophischen Schriften ein szientistisches, von Religion und Metaphysik „befreites“, optimistisches Weltbild, in dem die Naturwissenschaften als „Zukunftsreligion“ fungieren sollten.

### 1845–1867: Herkunft, Jugend, Studium
Der Adelige Metschnikow wurde auf dem Gutshof Panasowka (bei Iwanowka) in der Oblast Charkow (heute in der Ukraine) geboren, wo er auch aufwuchs, und war Sohn eines pensionierten Gardeoffiziers aus St. Petersburg und einer Schriftstellerstochter. Die väterlichen Vorfahren waren Anfang des 18. Jahrhunderts aus Moldau nach Russland eingewandert, Metschnikows Name (meč: russisch für „Schwert“) ist eine Lehnübersetzung von rumänisch „spadă“, abgeleitet vom byzantinisch-griechischen „Spatha“. Sein Großvater mütterlicherseits war der Schriftsteller Lew Nikolajewitsch Newachowitsch (Jechuda Lejb Ben Noach, 1776–1831) aus Podolien, einer der ersten jüdischen Aufklärer (Haskala) in Russland. Metschnikow war dezidiert areligiös, schrieb aber wissenschaftliches Interesse und Begabung seinen jüdischen Wurzeln zu. Sein älterer Bruder war der Geograf Lew Iljitsch Metschnikow (1838–1888), sein anderer Bruder Iwan war das literarische Vorbild für die Hauptperson in Der Tod des Iwan Iljitsch von Lew Nikolajewitsch Tolstoi.
In Charkow besuchte Metschnikow das Gymnasium. Seine Karriere als Naturwissenschaftler begann mit einem Missgeschick: Zum Zoologie-Studium in Würzburg erschien er 1862 einen Monat zu früh – und reiste entmutigt wieder ab, bevor das Semester überhaupt angefangen hatte. Stattdessen schrieb er sich noch 1862 an der Universität Charkow ein, wo er zwei Jahre später seinen Abschluss als Zoologe machte und promoviert wurde. Danach versuchte er es ein zweites Mal in Deutschland. Er erforschte auf Helgoland die Meeresfauna, studierte 1864–1865 in Gießen bei Rudolf Leuckart, dann in Göttingen (u. a. bei Jakob Henle, der bereits immunologische Versuche mit Dornen machte) und in München und beschäftigte sich unter anderem mit der geschlechtlichen und ungeschlechtlichen Vermehrung des Froschspulwurms Ascaris nigrovenosa oder mit der intrazellulären Verdauung der Landplanarie Geodesmus bilineatus. In München traf er auf Carl Theodor von Siebold.
Die deutschen Einflüsse wurden in dieser Phase für Metschnikow sehr wichtig: In Deutschland kam Metschnikow, der auch Abstammungen erforschte, mit dem Darwinismus und wissenschaftlichen Materialismus in Berührung, zwei Strömungen, die sein Denken prägen sollten, hier lernte er die Schriften von Fritz Müller (Für Darwin. 1864), Charles Darwin (auf Deutsch!) und Carl Vogt kennen. Metschnikow sprach fließend Deutsch, ein Teil seiner (frühen) wissenschaftlichen Publikationen ist auf Deutsch geschrieben.
Ein ministerielles Stipendium seines Heimatlandes ermöglichte ihm die Arbeit am meeresbiologischen Institut von Neapel, wo er bei Anton Dohrn gemeinsam mit einem russischen Kollegen an Schwämmen forschte.

### 1867–1882: Wissenschaftliche Arbeiten und Karriere
1867 erhielt Metschnikow einen Lehrauftrag der Universität von Odessa, wo er allerdings nur eine kurze Zeit verbrachte: Sankt Petersburg bot ihm eine Professur für Zoologie, und Metschnikow folgte dem Ruf, allerdings um kurz darauf enttäuscht wieder nach Neapel zurückzukehren. Bei seiner Rückkehr nach St. Petersburg erkrankte er. Ljudmila Wasiljewna Fjodorowitsch (gestorben 1873), die Tochter eines Freundes, pflegte ihn, und nach seiner Genesung verlobten sich beide. Die Hochzeit 1869, zu der die lungenkranke Braut getragen werden musste, war überschattet von Ljudmilas Tuberkulose und ihre kurze Ehe geprägt von der Suche nach Heilung.
Metschnikow pendelte zwischen Italien und Russland: in La Spezia untersuchte er die Embryologie der Seesterne, kehrte aber immer wieder nach Odessa zurück. Hoffnung auf Besserung führte das Ehepaar nach Madeira: hier starb Ljudmila am 20. April 1873, Metschnikow unternahm einen Selbstmordversuch, der an der zu niedrig gewählten Morphindosis scheiterte.

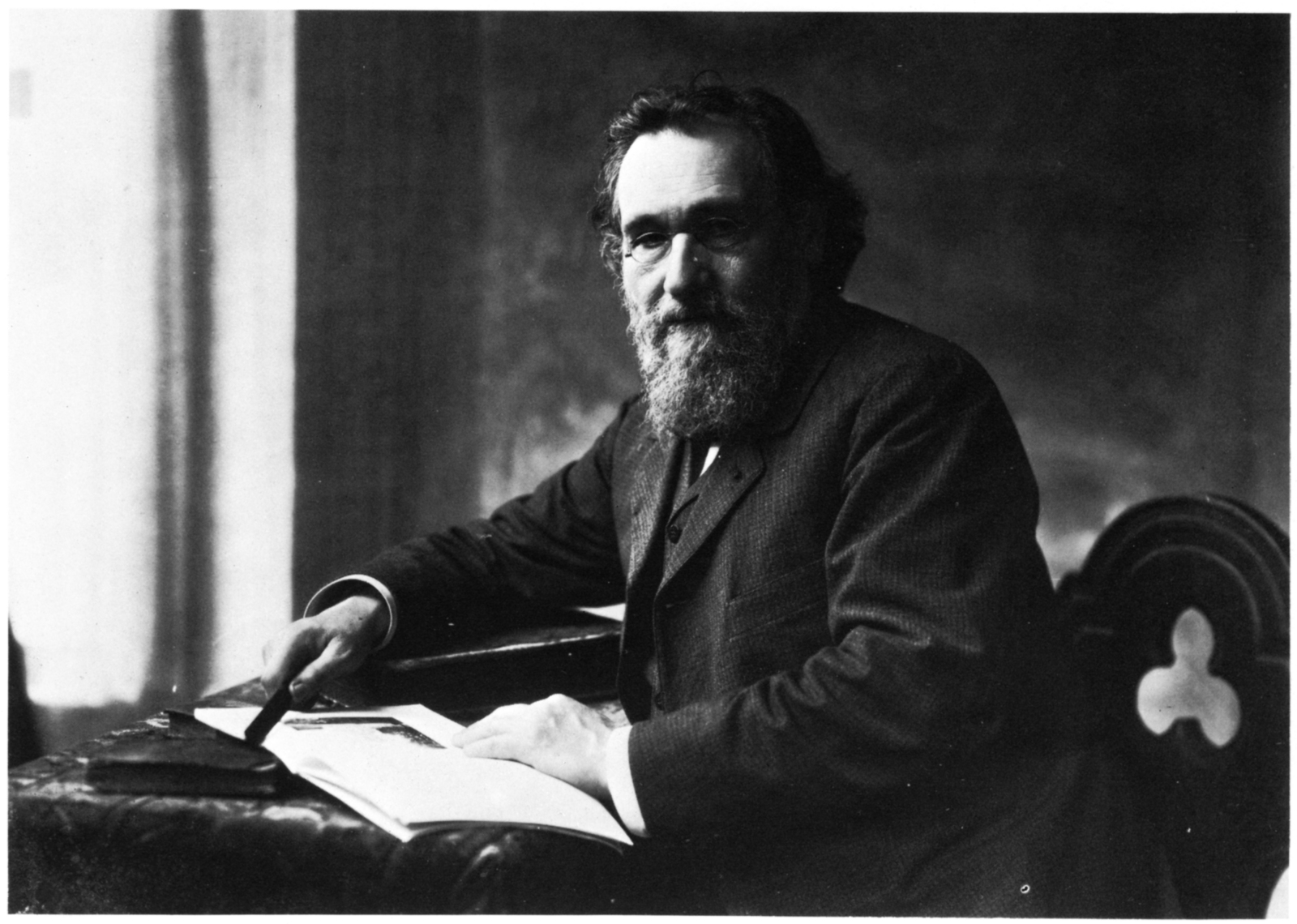
Ilja Metschnikow, Aufnahme Nadar

Nach seiner Genesung widmete sich Metschnikow erneut der Forschung: im Jahre 1875 arbeitete er wieder an der Universität Odessa, wo er auch die 17-jährige Olga Nikolajewna Belokopitowa (1858–1944) heiratete. Die Ehe blieb kinderlos. Streit mit Kollegen, die politische Lage und eine schwere Typhus-Erkrankung Olgas ließen ihn 1880 einen zweiten Selbstmordversuch unternehmen. Metschnikow infizierte sich absichtlich mit dem Blut eines an Rückfallfieber Erkrankten (der Erreger Borrelia sollte später nach einem seiner Schüler benannt werden). Er überlebte nach schwerer Erkrankung.

### 1882–1916: Jahre in Italien und Frankreich
Nachdem mit der Ermordung von Zar Alexander II. durch die Terrororganisation Narodnaja Wolja das politische Klima in Russland rauer geworden war, forschte Metschnikow von 1882 bis 1887 in Messina (Sizilien), wo er in seinem Privatlabor vergleichende Embryologie betrieb. Seine Entscheidung, ins westliche Ausland zu gehen, wurde ihm durch den zunehmend aggressiven Antisemitismus in Russland und die Pogrome der 1880er Jahre erleichtert. In Messina begann der auch an intrazellulärer Verdauung Interessierte Phylogenetiker seine Forschungen über Phagozyten und Phagozytose. Im Darmgewebe von Seeanemonen entdeckte er Zellen, die amöbenartig Farbpartikel aufnahmen (Er soll gesagt haben, dass „im Darm der Tod sitzt“). Ähnliche Vorgänge, so seine Vermutung, müssten auch an der Bekämpfung von Krankheitserregern beteiligt sein. Tatsächlich bildete sich Eiter um die Nadeln eines Weihnachtsbaumes, die er bei seinen Forschungen zur Entwicklungsgeschichte von Seesternen im Winter 1882/1883 in Seesternlarven stach. Hierbei hatte er durch die von ihm eingebrachten Fremdkörper „bewegliche Zellen“ experimentell zur Phagozytose angeregt. Ein „Kampf ums Dasein“ ließ sich also auch auf zellulärer Ebene sichtbar machen. Metschnikow entwickelte den Begriff „Makrophagen“ für solche Zellen, die den Abbau von eingedrungenen Fremdkörpern (bzw. Krankheitskeime wie Bakterien) betreiben und bezeichnet mit „Mikrophage“ jene, die heute als neutrophile Granulozyten bekannt sind. Er ist damit der erste, der die Bedeutung dieser bestimmten Leukozyten entsprechenden Zellen für die Immunabwehr beschrieb.
Seine Theorie einer zellulären Immunität erhielt von Seiten der Vertreter der vorherrschenden Meinung, dass eine Immunität gegen ansteckende Krankheiten nur „von bestimmten chemischen Eigenschaften des Blutes“ abhänge, Widerspruch und Einwände. Metschnikoffs Theorie ließ sich jedoch in den folgenden Jahren absichern und kurz nach dem Erscheinen seiner Monographie darüber im Jahr 1907 erhielt er 1908 dann gemeinsam mit Paul Ehrlich für „Arbeiten über Immunität“ den Nobelpreis.
Mitte der 1880er Jahre arbeitete Metschnikow am neu gegründeten Bakteriologischen Institut in Odessa, emigrierte aber, wegen des Scheiterns von Massenimpfungen bei Schafen, aber auch wegen Intrigen, 1888 endgültig nach Frankreich. Bis 1886 war er auch in Wien tätig gewesen und 1886/1887 hatte er den Auftrag, in Odessa Maßnahmen zur Tollwutbekämpfung durchzuführen. 1887 war er Louis Pasteur in Paris begegnet und hatte um einen Laborplatz in dessen gerade neu errichteter Forschungsanstalt ersucht. Er arbeitete dort 1888–1904 als Leiter der Abteilung für mikrobiologische Morphologie und „Chef de Service“, 1904–1916 als Vizedirektor (Sous-directeur scientifique) des Instituts. Seine zweite Ehefrau Olga Belokopitowa, eine studierte Naturwissenschaftlerin, unterstützte ihn als Assistentin bei seinen Arbeiten. Eine Mitarbeiterin war Praskowja Ziklinskaja. Seit 1898 wohnten die Metschnikows im Pariser Vorort Sèvres. Im Dezember 1883 wurde er zum korrespondierenden Mitglied der Russischen Akademie der Wissenschaften in St. Petersburg gewählt, 1902 wurde er Ehrenmitglied der Akademie. 1898 wurde Metschnikow in die American Academy of Arts and Sciences gewählt. Seit 1904 war er Mitglied der Académie des sciences in Paris und seit 1905 assoziiertes Mitglied der Académie royale des Sciences, des Lettres et des Beaux-Arts de Belgique. 1910 wurde er Ehrenmitglied (Honorary Fellow) der Royal Society of Edinburgh.

### Späte Jahre und Tod

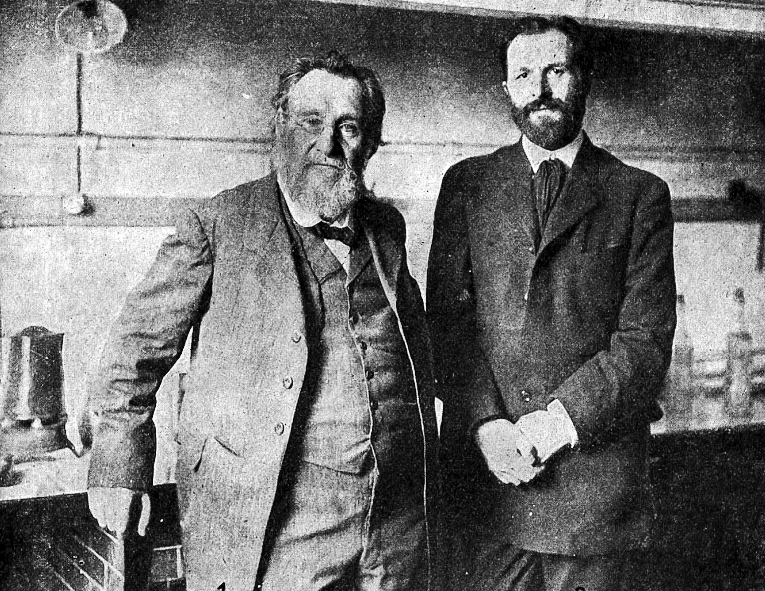
Ilja Iljitsch Metschnikow (links), 1910

In seinen späten Jahren beschäftigte sich Metschnikow mit der Medizin des Alterns und den Möglichkeiten zur Lebensverlängerung, daraus resultierend mit bakterienangereicherter Nahrung (Probiotik). Metschnikow sah als Ursache des (für ihn biologisch nicht notwendigen) Alterungsprozesses Entzündungsvorgänge an, die durch Infektionen hervorgerufen wurden. Seine Probiotik-Forschungen dienten dem Ziel, Altern und damit Tod hinauszuzögern. Milchsäureproduzierende Bakterien, wie sie in Sauermilch und Joghurt, ganz besonders aber in Kefir vorkommen, sollten dabei schädliche Bakterien verdrängen und so der Lebensverlängerung dienen. Metschnikow beschäftigte sich außerdem mit zahlreichen Infektionskrankheiten, unter anderem mit Syphilis, die er 1903 – erstmals in der Medizingeschichte – gemeinsam mit Émile Roux künstlich auf Menschenaffen übertragen konnte. Er entwickelte dazu auch eine antiluetische, allerdings wenig erfolgreiche, Quecksilbersalbe.
In den letzten zwei Jahrzehnten befasste sich Metschnikow auch mit philosophischen Fragen, allerdings auf eher populärwissenschaftlichem Niveau, die er lebensreformerischen Schriften darlegte. Seine „optimistische Philosophie“ sagte der Menschheit eine große Zukunft voraus: Durch Naturwissenschaft und Medizin ließen sich die wesentlichen Probleme der Menschheit lösen, Krankheiten beseitigen, vielleicht sogar der Tod besiegen. Der Mensch, bislang von den „Disharmonien“ Altern, Krankheit, Sexualität und Tod bedrängt (sogar einen „Todesinstinkt“ proklamierte Metschnikow), könne „umgeformt“ werden und werde in Zukunft keine religiöse Tröstung mehr nötig haben. Diese erst zu entwickelnde „Umformung“ stellte sich Metschnikow durch Operationen, Impfungen oder neue Ernährungsweisen zu erzielen vor. Metschnikows populärphilosophische Bücher wurden vielfach gelesen, der mit dem Nimbus des Nobelpreisträgers Ausgestattete als Prophet bezeichnet.
Im Mai 1909 traf Metschnikow in Jasnaja Poljana Lew Tolstoi. Den religiösen und vegetarischen Schriftsteller empfand er als eine Art wissenschaftsfeindlichen Antipoden. Nach Russland kam Metschnikow das letzte Mal 1910, insbesondere zum Studium der Pest in der Kalmückensteppe.
Dass mit dem Ausbruch des Ersten Weltkriegs das wissenschaftliche Leben zum Erliegen kam, war für den „Optimisten“ Metschnikow ein schwerer Schlag und beschleunigte seinen Hingang. Bereits seit 1913 an kardiovaskulären Attacken leidend, starb er im Sommer 1916 in Paris; seine Asche erhielt wie gewünscht das Institut Pasteur.

### Ehrungen
1906 wurde Metschnikow mit der Copley Medal der Royal Society, 1908 für die Entdeckung der Phagozytose zusammen mit Paul Ehrlich mit dem Nobelpreis für Physiologie oder Medizin gewürdigt, nachdem er, gemeinsam mit Alexander Onufrijewitsch Kowalewski, bereits 1867 mit dem nach Karl Ernst von Baer benannten Baer-Preis für Verdienste um die Entwicklungsbiologie ausgezeichnet worden war.
1919 wurde in Moskau das Metschnikow-Institut für Infektionskrankheiten und 1926 ebenfalls in Moskau ein Metschnikow-Museum gegründet.
Im Jahr 1936 wurde die damalige 2. Medizinische Akademie Leningrad in I.I.Metschnikow Akademie umbenannt. Die Institution trägt heute den Namen Nordwestliche Staatliche Medizinische Universität I.I. Metschnikow in Sankt Petersburg.
1945 wurde die Universität in Odessa nach ihm benannt (Nationale Ilja-Iljitsch-Metschnikow-Universität Odessa). Auch die Hefe-Gattung Metschnikowia (Fam. Metschnikowiaceae, Saccharomyceten), ein Mondkrater an der erdabgewandten Seite und die Landspitze Metchnikoff Point in der Antarktis sind nach ihm benannt. Im Jahre 2024 wurde die Élie-Metchnikoff-Seniorprofessur am Fachbereich Humanmedizin an der Justus-Liebig-Universität Gießen eingerichtet. Der erste Inhaber ist Werner Seeger.

## Schriften (Auswahl)
- Embryologische Studien an Insecten. Leipzig 1866, OCLC 249495154.
- Untersuchungen über die intracelluläre Verdauung bei wirbellosen Thieren (= Arbeiten aus dem Zoologischen Institut der Universität Wien und der Zoologischen Station in Triest, Band 5)0., 1883, S. 141–168.
- Über eine Sproßpilzkrankheit der Daphnien. Beitrag zur Lehre über den Kampf der Phagocyten gegen Krankheitserreger. In: Virchows Archiv für pathologische Anatomie. Band 96, 1884, S. 177–195.
- Leçons sur la pathologie comparée de l’inflammation. Paris 1892.
  - The Comparative Pathology of Inflammation. London 1893.
- L’immunité dans les maladies infectieuses. Paris 1901.
  - Immunität bei Infektionskrankheiten. Jena 1902.
  - Immunity in infectious diseases. Cambridge 1905.
- Études sur la nature humaine. Essai de philosophie optimiste. Paris 1903 u. ö.
  - The Nature of Man. Studies in Optimistic Philosophy. London 1903 u. ö.
  - Этюды о природе человека. Moskau 1904 u. ö.
  - Studien über die Natur des Menschen. Eine optimistische Philosophie. Leipzig 1904; 2. Auflage ebenda 1910.
- Essais optimistes. Paris 1907 (Fortsetzung der Etudes sur la nature humaine, in der Metschnikow seinen Kritikern antwortet); 2. Auflage 1914.
  - The Prolongation of Life. London/New York 1907.
  - Beiträge zu einer optimistischen Weltauffassung. München 1908.
  - Этюды оптимизма. Moskau 1988.